# Фаулер (Каліфорнія)
Фаулер (англ. Fowler) — місто (англ. city) в США, в окрузі Фресно штату Каліфорнія. Населення — 6700 осіб (2020).

## Географія
Фаулер розташований за координатами 36°37′29″ пн. ш. 119°40′25″ зх. д. / 36.62472° пн. ш. 119.67361° зх. д. (36.624745, -119.673686).  За даними Бюро перепису населення США в 2010 році місто мало площу 6,56 км², уся площа — суходіл.

## Демографія
Згідно з переписом 2010 року, у місті мешкало 5570 осіб у 1723 домогосподарствах у складі 1328 родин. Густота населення становила 850 осіб/км².  Було 1842 помешкання (281/км²).
Расовий склад населення:
| - 47,3 % — білих - 11,0 % — азіатів - 2,4 % — корінних американців - 1,9 % — чорних або афроамериканців - 0,1 % — вихідців з тихоокеанських островів - 32,3 % — осіб інших рас |

До двох чи більше рас належало 5,0 %. Частка іспаномовних становила 66,2 % від усіх жителів.
За віковим діапазоном населення розподілялося таким чином: 29,8 % — особи молодші 18 років, 60,2 % — особи у віці 18—64 років, 10,0 % — особи у віці 65 років та старші. Медіана віку мешканця становила 31,6 року. На 100 осіб жіночої статі у місті припадало 99,5 чоловіків;  на 100 жінок у віці від 18 років та старших — 94,6 чоловіків також старших 18 років.
Середній дохід на одне домашнє господарство  становив 61 806 доларів США (медіана — 44 539), а середній дохід на одну сім'ю — 64 118 доларів (медіана — 50 573). Медіана доходів становила 35 946 доларів для чоловіків та 28 889 доларів для жінок. За межею бідності перебувало 25,3 % осіб, у тому числі 48,2 % дітей у віці до 18 років та 4,5 % осіб у віці 65 років та старших.
Цивільне працевлаштоване населення становило 2416 осіб. Основні галузі зайнятості: освіта, охорона здоров'я та соціальна допомога — 24,0 %, роздрібна торгівля — 14,4 %, сільське господарство, лісництво, риболовля — 11,3 %, науковці, спеціалісти, менеджери — 11,0 %.